# Grammy-díj az év daláért
Az év dala (Song of the Year) egyike a négy legnagyobb presztízsű Grammy-díjnak, és ezzel együtt az egész amerikai zeneipar legnagyobb elismerése. 1959 óta adják át a díjazott dal zeneszerzőjének és dalszövegírójának (nem az előadónak). Az alábbi listában az évszám a díjátadás évét jelöli, amikor a Grammy-díjat átadták, az előző esztendőben megjelent zeneszámért.

## 2020-as évek
| Év   | Díjazott | További jelöltek |
| ---- | --- | --- |
| 2025 | Kendrick Lamar a Not Like Us c. dalért (előadó: Kendrick Lamar)                                                               | - Sean Cook, Jerrel Jones, Joe Kent, Chibueze Collins Obinna, Nevin Sastry és Mark Williams a A Bar Song (Tipsy) c. dalért (előadó: Shaboozey) - Billie Eilish O’Connell és Finneas O’Connell a Birds of a Feather c. dalért (előadó: Billie Eilish) - Dernst Emile II, James Fauntleroy, Lady Gaga, Bruno Mars és Andrew Watt a Die with a Smile c. dalért (előadók: Lady Gaga és Bruno Mars) - Jack Antonoff, Austin Post és Taylor Swift a Fortnight c. dalért (előadók: Taylor Swift, Post Malone) - Kayleigh Rose Amstutz, Daniel Nigro és Justin Tranter a Good Luck, Babe! c. dalért (előadó: Chappell Roan) - Amy Allen, Jack Antonoff és Sabrina Carpenter a Please Please Please c. dalért (előadó: Sabrina Carpenter) - Brian Bates, Beyoncé, Elizabeth Lowell Boland, Megan Bülow, Nate Ferraro és Raphael Saadiq a Texas Hold ’Em c. dalért (előadó: Beyoncé) |
| 2024 | Billie Eilish O’Connell és Finneas O’Connell a What Was I Made For? c. dalért (előadóː Billie Eilish)                         | - Jack Antonoff, Lana Del Rey és Sam Dew az A&W c. dalért (előadó: Lana Del Rey) - Jack Antonoff és Taylor Swift az Anti-Hero c. dalért (előadó: Taylor Swift) - Jon Batiste és Dan Wilson a Butterfly c. dalért (előadó: Jon Batiste) - Caroline Ailin, Dua Lipa, Mark Ronson és Andrew Wyatt a Dance the Night c. dalért (előadó: Dua Lipa) - Miley Cyrus, Gregory Aldae Hein és Michael Pollack a Flowers c. dalért (előadó: Miley Cyrus) - Rob Bisel, Carter Lang és Solána Rowe a Kill Bill c. dalért (előadó: SZA) - Dan Nigro és Olivia Rodrigo a Vampire c. dalért (előadó: Olivia Rodrigo) |
| 2023 | Bonnie Raitt a Just Like That c. dalért (előadó: Bonnie Raitt)                                                                | - ABCDEFU - Sara Davis, Gayle & Dave Pittenger dalszerzők (Gayle) - About Damn Time - Mellisa "Lizzo" Jefferson, Eric Frederic, Blake Slatkin & Theron Makiel Thomas dalszerzők (Lizzo) - All Too Well (10 Minute Version) (The Short Film) - Liz Rose & Taylor Swift dalszerzők (Taylor Swift) - As It Was - Tyler Johnson, Kid Harpoon & Harry Styles dalszerzők (Harry Styles) - Bad Habit - Matthew Castellanos, Britanny Fousheé, Diana Gordon, John Carroll Kirby & Steve Lacy dalszerzők (Steve Lacy) - Break My Soul - Beyoncé, S. Carter, Terius "The-Dream" Gesteelde-Diamant & Christopher A. Stewart dalszerzők (Beyoncé) - Easy on Me - Adele Adkins & Greg Kurstin dalszerzők (Adele) - God Did - Tarik Azzouz, E. Blackmon, Khaled Khaled, F. LeBlanc, Shawn Carter, John Stephens, Dwayne Carter, William Roberts & Nicholas Warwar dalszerzők (DJ Khaled featuring Rick Ross, Lil Wayne, Jay-Z, John Legend & Fridayy) - The Heart Part 5 - Jake Kosich, Johnny Kosich, Kendrick Lamar & Matt Schaeffer dalszerzők (Kendrick Lamar) |
| 2022 | Brandon Anderson, Christopher Brody Brown, Dernst Emile II és Bruno Mars a Leave the Door Open c. dalért (előadó: Silk Sonic) | - Bad Habits - Fred Gibson, Johnny McDaid és Ed Sheeran dalszerzők (Ed Sheeran) - A Beautiful Noise - Ruby Amanfu, Brandi Carlile, Brandy Clark, Alicia Keys, Hillary Lindsey, Lori McKenna, Linda Perry & Hailey Whitters dalszerzők (Alicia Keys és Brandi Carlile) - Drivers License - Daniel Nigro és Olivia Rodrigo dalszerzők (Olivia Rodrigo) - Fight for You - Dernst Emile II, H.E.R. és Tiara Thomas dalszerzők (H.E.R.) - Happier Than Ever - Billie Eilish O’Connell & Finneas O’Connell (Billie Eilish) - Kiss Me More - Rogét Chahayed, Amala Zandile Dlamini, Lukasz Gottwald, Carter Lang, Gerard A. Powell II, Solána Rowe és David Sprecher (Doja Cat, SZA közreműködésével) - Montero (Call Me by Your Name) - Denzel Baptiste, David Biral, Omer Fedi, Montero Hill és Roy Lenzo (Lil Nas X) - Peaches - Louis Bell, Justin Bieber, Giveon Dezmann Evans, Bernard Harvey, Felisha "Fury" King, Matthew Sean Leon, Luis Manuel Martinez Jr., Aaron Simmonds, Ashton Simmonds, Andrew Wotman & Keavan Yazdani (Justin Bieber, Daniel Caesar és Giveon közreműködésével) - Right on Time - Brandi Carlile, Dave Cobb, Phil Hanseroth és Tim Hanseroth (Brandi Carlile) |
| 2021 | Dernst Emile II, H.E.R. és Tiara Thomas a I Can’t Breath c. dalért (előadó: H.E.R.)                                           | - Black Parade - Denisia Andrews, Beyoncé, Stephen Bray, Shawn Carter, Brittany Coney, Derek James Dixie, Akil King, Kim "Kaydence" Krysiuk & Rickie "Caso" Tice, dalszerzők (Beyoncé) - The Box - Larrance Dopson, Samuel Gloade, Rodrick Moore, Adarius Moragne, Eric Sloan & Khirye Anthony Tyler, dalszerzők (Roddy Ricch) - Cardigan - Aaron Dessner & Taylor Swift, dalszerzők (Swift) - Circles - Louis Bell, Adam Feeney, Kaan Gunesberk, Austin Post & Billy Walsh, dalszerzők (Post Malone) - Don’t Start Now - Caroline Ailin, Ian Kirkpatrick, Dua Lipa & Emily Warren, dalszerzők (Lipa) - Everything I Wanted - Billie Eilish & Finneas O’Connell, dalszerzők (Eilish) - If the World Was Ending - Julia Michaels & JP Saxe, dalszerzők (Saxe, Michaels közreműködésével) |
| 2020 | Billie Eilish O’Connell és Finneas O’Connell a Bad Guy c. dalért (előadóː Billie Eilish)                                      | - Natalie Hemby, Lady Gaga, Hillary Lindsey & Lori McKenna az Always Remember Us This Way c. dalért (előadóː Lady Gaga) - Brandi Carlile, Phil Hanseroth, Tim Hanseroth & Tanya Tucker a Bring My Flowers Now c. dalért (előadóː Tanya Tucker) - Ruby Amanfu, Sam Ashworth, D. Arcelious Harris, H.E.R. & Rodney Jerkins a Hard Place c. dalért (előadóː H.E.R.) - Taylor Swift a Lover c. dalért (előadóː Taylor Swift) - Jack Antonoff & Lana Del Rey a Norman Fucking Rockwell c. dalért (előadóː Lana Del Rey) - Tom Barnes, Lewis Capaldi, Pete Kelleher, Benjamin Kohn & Sam Roman a Someone You Loved c. dalért (előadóː Lewis Capaldi) - Steven Cheung, Eric Frederic, Melissa Jefferson & Jesse Saint John a Truth Hurts c. dalért (előadóː Lizzo) |

## 2010-es évek
| Év   | Díjazott | További jelöltek |
| ---- | --- | --- |
| 2019 | Donald Glover, Ludwig Göransson és Jeffery Lamar Williams a This Is America c. dalért (előadóː Childish Gambino)                                                                                  | - Kendrick Duckworth, Solána Rowe, Al Shuckburg, Mark Anthony Spears & Anthony Tiffith az All the Stars c. dalért (előadóː Kendrick Lamar & SZA) - Larrance Dopson, Joelle James, Ella Mai & Dijon McFarlane a Boo’d Up c. dalért (előadóː Ella Mai) - Aubrey Graham, Daveon Jackson, Brock Korsan, Ron LaTour, Matthew Samuels & Noah Shebib a God’s Plan c. dalért (előadóː Drake) - Teddy Geiger, Scott Harris, Shawn Mendes & Geoffrey Warburton az In My Blood c. dalért (előadóː Shawn Mendes) - Brandi Carlile, Dave Cobb, Phil Hanseroth & Tim Hanseroth a The Joke c. dalért (előadóː Brandi Carlile) - Sarah Aarons, Jordan K. Johnson, Stefan Johnson, Marcus Lomax, Kyle Trewartha, Michael Trewartha & Anton Zaslavski a The Middle c. dalért (előadóː Zedd, Maren Morris & Grey) - Lady Gaga, Mark Ronson, Anthony Rossomando & Andrew Wyatt a Shallow c. dalért (előadóː Lady Gaga & Bradley Cooper) |
| 2018 | Christopher Brody Brown, James Fauntleroy, Philip Lawrence, Bruno Mars, Ray Charles McCullough II, Jeremy Reeves, Ray Romulus és Jonathan Yip a That’s What I Like c. dalért (előadóː Bruno Mars) | - Ramón Ayala Rodríguez, Justin Bieber, Jason Boyd, Erika Ender, Luis Fonsi & Marty James Garton Jr a Despacito c. dalért (előadóː Luis Fonsi & Daddy Yankee ft. Justin Bieber) - Shawn Carter & Dion Wilson a 4:44 c. dalért (előadóː Jay-Z) - Benjamin Levin, Mikkel Storleer Eriksen, Tor Erik Hermansen, Julia Michaels & Justin Drew Tranter az Issues c. dalért (előadóː Julia Michaels) - Alessia Caracciolo, Sir Robert Bryson Hall II, Arjun Ivatury, Khalid Robinson & Andrew Taggart a 1-800-273-8255 c. dalért (előadóː Logic ft. Alessia Cara & Khalid) |
| 2017 | Adele Adkins és Greg Kurstin a Hello c. dalért (előadóː Adele) | - Khalif Brown, Asheton Hogan, Beyoncé Knowles & Michael Len Williams II a Formation c. dalért (előadóː Beyoncé) - Mike Posner az I Took a Pill in Ibiza c. dalért (előadóː Mike Posner) - Justin Bieber, Benjamin Levin & Ed Sheeran a Love Yourself c. dalért (előadóː Justin Bieber) - Lukas Forchammer, Stefan Forrest, Morten Pilegaard & Morten Ristorp a 7 Years c. dalért (előadóː Lukas Graham) |
| 2016 | Ed Sheeran és Amy Wadge a Thinking Out Loud c. dalért (előadó: Ed Sheeran) | - Andrew Cedar, Justin Franks, Charles Puth és Cameron Thomaz a See You Again c. dalért (előadó: Wiz Khalifa feat. Charlie Puth) |
| 2015 | James Napier, William Phillips és Sam Smith a Stay with Me c. dalért (előadó: Sam Smith) | - Kevin Kadish és Meghan Trainor az All About That Bass c. dalért (előadó: Meghan Trainor) |
| 2014 | Joel Little & Ella Yelich-O’Connor a Royals c. dalért (előadó: Lorde) | - Ben Haggerty, Mary Lambert, & Ryan Lewis a Same Love c. dalért (előadó: Macklemore & Ryan Lewis) |
| 2013 | Nate Ruess, Jack Antonoff, Jeff Bhasker & Andrew Dost a We Are Young c. dalért (előadó: fun. feat. Janelle Monáe                                                                                  | - Jörgen Elofsson, David Gamson, Greg Kurstin & Ali Tamposi a Stronger (What Doesn’t Kill You) c. dalért (előadó: Kelly Clarkson) |
| 2012 | Adele Adkins & Paul Epworth a Rolling in the Deep c. dalért (előadó: Adele) | - Justin Vernon a Holocene c. dalért (előadó: Bon Iver) |
| 2011 | Dave Haywood, Josh Kear, Charles Kelley & Hillary Scott a Need You Now c. dalért (előadó: Lady Antebellum)                                                                                        | - Alexander Grant, Skylar Grey & Marshall Mathers a Love The Way You Lie c. dalért (előadó: Eminem & Rihanna) |
| 2010 | Thaddis Harrell, Beyoncé Knowles, The-Dream & Christopher Stewart a Single Ladies (Put a Ring on It) c. dalért (előadó: Beyoncé)                                                                  | - Liz Rose & Taylor Swift a You Belong With Me c. dalért (előadó: Taylor Swift) |

## 2000-es évek
| Év   | Díjazott                                                                                  | További jelöltek                                                                                              |
| ---- | ----------------------------------------------------------------------------------------- | --- |
| 2009 | Coldplay a Viva la Vida c. dalért (előadó: Coldplay)                                      | - Sara Bareilles a Love Song c. dalért (előadó: Sara Bareilles)                                               |
| 2008 | Amy Winehouse a Rehab* c. dalért (előadó: Amy Winehouse)                                  | - Kuk Harrell, Jay-Z, Christopher Stewart & The-Dream az Umbrella c. dalért (előadó: Rihanna featuring Jay-Z) |
| 2007 | Dixie Chicks & Dan Wilson a Not Ready to Make Nice* c. dalért (előadó: Dixie Chicks)      | - Brett James, Hillary Lindsey & Gordie Sampson a Jesus, Take the Wheel c. dalért (előadó: Carrie Underwood)  |
| 2006 | U2 a Sometimes You Can’t Make It on Your Own c. dalért (előadó: U2)                       | - John Legend & will.i.am az Ordinary People c. dalért (előadó: John Legend)                                  |
| 2005 | John Mayer a Daughters c. dalért (előadó: John Mayer)                                     | - Daniel Estrin & Douglas Robb a The Reason c. dalért (előadó: Hoobastank)                                    |
| 2004 | Richard Marx & Luther Vandross a Dance with My Father c. dalért (előadó: Luther Vandross) | - Jeff Bass, Eminem & Luis Resto a Lose Yourself c. dalért (előadó: Eminem)                                   |
| 2003 | Jesse Harris a Don’t Know Why* c. dalért (előadó: Norah Jones)                            | - Alan Jackson a Where Were You (When the World Stopped Turning) c. dalért (előadó: Alan Jackson)             |
| 2002 | Alicia Keys a Fallin’ c. dalért (előadó: Alicia Keys)                                     | - Nelly Furtado az I’m like a Bird\|I’m Like a Bird c. dalért (előadó: Nelly Furtado)                         |
| 2001 | U2 a Beautiful Day* c. dalért (előadó: U2)                                                | - Mark Sanders & Tia Sillers a I Hope You Dance c. dalért (előadó: Lee Ann Womack)                            |
| 2000 | Itaal Shur & Rob Thomas a Smooth* c. dalért (előadó: Santana featuring Rob Thomas)        | - Robert Lange & Shania Twain a You’ve Got a Way c. dalért (előadó: Shania Twain)                             |

## 1990-es évek
| Év   | Díjazott                                                                                            | További jelöltek                                                                                        |
| ---- | --------------------------------------------------------------------------------------------------- | --- |
| 1999 | James Horner & Will Jennings a My Heart Will Go On* c. dalért (előadó: Celine Dion)                 | - Robert Lange & Shania Twain a You’re Still the One c. dalért (előadó: Shania Twain)                   |
| 1998 | Shawn Colvin & John Leventhal a Sunny Came Home* c. dalért (előadó: Shawn Colvin)                   | - R. Kelly az I Believe I Can Fly c. dalért (előadó: R. Kelly)                                          |
| 1997 | Gordon Kennedy, Wayne Kirkpatrick & Tommy Sims a Change the World* c. dalért (előadó: Eric Clapton) | - Kenneth "Babyface" Edmonds az Exhale (Shoop Shoop) c. dalért (előadó: Whitney Houston)                |
| 1996 | Seal a Kiss from a Rose* c. dalért (előadó: Seal)                                                   | - Glen Ballard & Alanis Morissette a You Oughta Know c. dalért (előadó: Alanis Morissette)              |
| 1995 | Bruce Springsteen a Streets of Philadelphia c. dalért (előadó: Bruce Springsteen)                   | - Gary Baker & Frank Myers az I Swear versions (előadó: John Michael Montgomery & All-4-One)            |
| 1994 | Alan Menken & Tim Rice az A Whole New World c. dalért (előadó: Peabo Bryson & Regina Belle)         | - Neil Young a Harvest Moon c. dalért (előadó: Neil Young)                                              |
| 1993 | Eric Clapton a Tears in Heaven* c. dalért (előadó: Eric Clapton)                                    | - Wendy Waldman, Jon Lind & Phil Galdston a Save the Best for Last c. dalért (előadó: Vanessa Williams) |
| 1992 | Irving Gordon az Unforgettable* c. dalért (előadó: Natalie Cole és Nat King Cole)                   | - Marc Cohn a Walking in Memphis c. dalért (előadó: Marc Cohn)                                          |
| 1991 | Julie Gold a From a Distance c. dalért (előadó: Bette Midler)                                       | - Chynna Phillips, Glen Ballard & Carnie Wilson a Hold On c. dalért (előadó: Wilson Phillips)           |
| 1990 | Larry Henley & Jeff Silbar a Wind Beneath My Wings* c. dalért (előadó: Bette Midler)                | - Mike Rutherford & B. A. Robertson a The Living Years c. dalért (előadó: Mike + The Mechanics)         |

## 1980-as évek
| Év   | Díjazott | További jelöltek                                                                                    |
| ---- | --- | --------------------------------------------------------------------------------------------------- |
| 1989 | Bobby McFerrin a Don’t Worry, Be Happy* c. dalért (előadó: Bobby McFerrin)                                      | - Brenda Russell, Jeff Hall & Scott Cutler a Piano in the Dark c. dalért (előadó: Brenda Russell)   |
| 1988 | James Horner, Barry Mann & Cynthia Weil a Somewhere Out There c. dalért (előadó: Linda Ronstadt & James Ingram) | - Michael Masser & Will Jennings a Didn’t We Almost Have It All c. dalért (előadó: Whitney Houston) |
| 1987 | Burt Bacharach & Carole Bayer Sager a That’s What Friends Are For c. dalért (előadó: Dionne Warwick & Friends)  | - Paul Simon a Graceland c. dalért (előadó: Paul Simon)                                             |
| 1986 | Michael Jackson & Lionel Richie a We Are the World* c. dalért (előadó: USA for Africa)                          | - Mick Jones az I Want to Know What Love Is c. dalért (előadó: Foreigner)                           |
| 1985 | Graham Lyle & Terry Britten a What’s Love Got to Do with It* c. dalért (előadó: Tina Turner)                    | - Cyndi Lauper & Rob Hyman a Time after Time c. dalért (előadó: Cyndi Lauper)                       |
| 1984 | Sting a Every Breath You Take c. dalért (előadó: The Police)                                                    | - Michael Sembello & Dennis Matkosky a Maniac c. dalért (előadó: Michael Sembello)                  |
| 1983 | Johnny Christopher, Mark James & Wayne Carson az Always on My Mind c. dalért (előadó: Willie Nelson)            | - Donald Fagen az IGY (What a Beautiful World) c. dalért (előadó: Donald Fagen)                     |
| 1982 | Donna Weiss & Jackie DeShannon a Bette Davis Eyes* c. dalért (előadó: Kim Carnes)                               | - Dolly Parton a 9 to 5 c. dalért (előadó: Dolly Parton)                                            |
| 1981 | Christopher Cross a Sailing* c. dalért (előadó: Christopher Cross)                                              | - Barry Gibb & Robin Gibb a Woman in Love c. dalért (előadó: Barbra Streisand)                      |
| 1980 | Kenny Loggins & Michael McDonald a What a Fool Believes* c. dalért (előadó: The Doobie Brothers)                | - Steve Gibb a She Believes in Me c. dalért (előadó: Kenny Rogers)                                  |

## 1970-es évek
| Év   | Díjazott | További jelöltek |
| ---- | --- | --- |
| 1979 | Billy Joel a Just the Way You Are* c. dalért (előadó: Billy Joel) | - Randy Goodrum a You Needed Me c. dalért (előadó: Anne Murray)                                                                |
| 1978 | - Barbra Streisand & Paul Williams az Evergreen (Love Theme from A Star Is Born) c. dalért (előadó: Barbra Streisand) - Joseph Brooks a You Light Up My Life c. dalért (előadó: Debby Boone) | - Allen Toussaint a Southern Nights c. dalért (előadó: Glen Campbell)                                                          |
| 1977 | Bruce Johnston az I Write the Songs c. dalért (előadó: Barry Manilow) | - Gordon Lightfoot a The Wreck of the Edmund Fitzgerald c. dalért (előadó: Gordon Lightfoot)                                   |
| 1976 | Stephen Sondheim a Send in the Clowns c. dalért (előadó: Judy Collins) | - Larry Weiss a Rhinestone Cowboy c. dalért (előadó: Glen Campbell)                                                            |
| 1975 | Marilyn Bergman, Alan Bergman & Marvin Hamlisch a The Way We Were c. dalért (előadó: Barbra Streisand)                                                                                       | - Paul Williams & Ken Ascher a You and Me Against the World c. dalért (előadó: Helen Reddy)                                    |
| 1974 | Norman Gimbel & Charles Fox a Killing Me Softly with His Song* c. dalért (előadó: Roberta Flack)                                                                                             | - Irwin Levine & L. Russell Brown a Tie a Yellow Ribbon Round the Ole Oak Tree c. dalért (előadó: Dawn featuring Tony Orlando) |
| 1973 | Ewan MacColl a The First Time Ever I Saw Your Face* c. dalért (előadó: Roberta Flack) | - Marilyn Bergman, Alan Bergman & Michel Legrand a The Summer Knows c. dalért (előadó: Michel Legrand)                         |
| 1972 | Carole King a You’ve Got a Friend c. dalért (előadó: James Taylor & Carole King) | - Joe South az (I Never Promised You A) Rose Garden c. dalért (előadó: Lynn Anderson)                                          |
| 1971 | Paul Simon a Bridge over Troubled Water* c. dalért (előadó: Simon & Garfunkel) | - Roger Nichols & Paul Williams a We’ve Only Just Begun c. dalért (előadó: The Carpenters)                                     |
| 1970 | Joe South a Games People Play c. dalért (előadó: Joe South) | - Burt Bacharach & Hal David a Raindrops Keep Fallin’ on My Head c. dalért (előadó: B. J. Thomas)                              |

## 1960-as évek
| Év   | Díjazott                                                                                         | További jelöltek                                                                                              |
| ---- | ------------------------------------------------------------------------------------------------ | --- |
| 1969 | Bobby Russell a Little Green Apples c. dalért (előadó: O. C. Smith)                              | - Paul Simon a Mrs. Robinson c. dalért (előadó: Simon & Garfunkel)                                            |
| 1968 | Jimmy Webb az Up, Up and Away* c. dalért (előadó: The 5th Dimension)                             | - John Hartford a Gentle on My Mind c. dalért (előadó: Glen Campbell)                                         |
| 1967 | John Lennon & Paul McCartney a Michelle c. dalért (előadó: The Beatles)                          | - Bert Kaempfert, Charles Singleton & Eddie Snyder a Strangers in the Night c. dalért (előadó: Frank Sinatra) |
| 1966 | Paul Francis Webster & Johnny Mandel a The Shadow of Your Smile c. dalért (előadó: Tony Bennett) | - Roger Miller a King of the Road c. dalért (előadó: Roger Miller)                                            |
| 1965 | Jerry Herman a Hello, Dolly! c. dalért (előadó: Louis Armstrong)                                 | - Leslie Bricusse & Anthony Newley a Who Can I Turn To? c. dalért (előadó: Tony Bennett)                      |
| 1964 | Johnny Mercer & Henry Mancini a Days of Wine and Roses* c. dalért (előadó: Andy Williams)        | - Burt Bacharach & Hal David a Wives and Lovers c. dalért (előadó: Jack Jones)                                |
| 1963 | Leslie Bricusse & Anthony Newley a What Kind of Fool Am I? c. dalért (előadó: Sammy Davis, Jr.)  | - Richard Rodgers a The Sweetest Sounds c. dalért (előadó: sokan mások)                                       |
| 1962 | Henry Mancini a Moon River* c. dalért (előadó: Andy Williams)                                    | - Jule Styne, Betty Comden & Adolph Green a Make Someone Happy c. dalért (előadó: sokan mások)                |
| 1961 | Ernest Gold a Theme from Exodus (előadó: sokan mások)                                            | - Max Steiner a Theme from A Summer Place c. dalért (előadó: Percy Faith)                                     |
| 1960 | Jimmy Driftwood a The Battle of New Orleans c. dalért (előadó: Johnny Horton)                    | - Jule Styne & Stephen Sondheim a Small World c. dalért (előadó: Johnny Mathis)                               |

## 1950-es évek
| Év   | Díjazott                                                                                 | További jelöltek                                                            |
| ---- | ---------------------------------------------------------------------------------------- | --------------------------------------------------------------------------- |
| 1959 | Domenico Modugno a Nel Blu Dipinto Di Blu (Volare)* c. dalért (előadó: Domenico Modugno) | - Cy Coleman & Carolyn Leigh a Witchcraft c. dalért (előadó: Frank Sinatra) |

A *-gal jelzett dalok "az év felvételének" (Record of the Year) járó Grammy-díjat is megkapták abban az évben.

## Az év dala az év felvétele
Minden évben sok félreértés adódik "az év dala" (Song of the Year), "az év felvétele" (Record of the Year), és "az év albuma" (Album of the Year) kategóriák körül. Az év felvétele díjat egy kislemezért, vagy egy dalért ítélik oda. Ezt a díjat a dal előadója, producere, és a felvétel elkészítésében, keverésében közreműködő hangmérnökök kapják. Az év dala díjat szintén egy kislemezért, vagy egy dalért ítélik oda, de itt elsősorban a dal szerzői a díjazottak. Az év albuma díjat természetesen egy teljes nagylemezért ítélik oda, és a díjat az előadó, a producer, és a lemez hangmérnöke kapják.
Majdnem minden évben előfordul, hogy egy-két felvételt nem csak az év dalának, de az év felvételének (Record of the Year) is jelölnek, és az sem ritka, hogy ugyanaz a dal mindkét kategóriában díjazott lesz. Az alábbi lista ezeket sorolja fel.
| Év   | Előadó/Dal                                          | Szerző                                                  |
| ---- | --------------------------------------------------- | ------------------------------------------------------- |
| 2025 | Kendrick Lamar – Not Like Us                        | Kendrick Lamar                                          |
| 2022 | Silk Sonic – Leave the Door Open                    | Bruno Mars, Brandon Anderson, Dernst Emile II           |
| 2020 | Billie Eilish – Bad Guy                             | Billie Eilish, Finneas O’Connell                        |
| 2019 | Childish Gambino – This Is America                  | Donald Glover, Ludwig Göransson, Jeffery Lamar Williams |
| 2017 | Adele – Hello                                       | Adele, Greg Kurstin                                     |
| 2015 | Sam Smith – Stay With Me                            | James Napier, William Phillips, Sam Smith               |
| 2012 | Adele – Rolling in the Deep                         | Adele & Paul Epworth                                    |
| 2011 | Lady Antebellum – Need You Now                      | Dave Haywood, Josh Kear, Charles Kelley & Hillary Scott |
| 2008 | Amy Winehouse – Rehab                               | Amy Winehouse                                           |
| 2007 | Dixie Chicks – Not Ready to Make Nice               | Dixie Chicks & Dan Wilson                               |
| 2003 | Norah Jones – Don’t Know Why                        | Jesse Harris                                            |
| 2001 | U2 – Beautiful Day                                  | U2                                                      |
| 2000 | Carlos Santana & Rob Thomas – Smooth                | Itaal Shur & Rob Thomas                                 |
| 1999 | Celine Dion – My Heart Will Go On                   | James Horner & Will Jennings                            |
| 1998 | Shawn Colvin – Sunny Came Home                      | Shawn Colvin & John Leventhal                           |
| 1997 | Eric Clapton – Change the World                     | Gordon Kennedy, Wayne Kirkpatrick & Tommy Sims          |
| 1996 | Seal – Kiss from a Rose                             | Seal                                                    |
| 1993 | Eric Clapton – Tears in Heaven                      | Eric Clapton                                            |
| 1992 | Natalie Cole & Nat King Cole – Unforgettable        | Irving Gordon                                           |
| 1990 | Bette Midler – Wind Beneath My Wings                | Larry Henley & Jeff Silbar                              |
| 1989 | Bobby McFerrin – Don’t Worry, Be Happy              | Bobby McFerrin                                          |
| 1986 | USA for Africa – We Are the World                   | Michael Jackson & Lionel Richie                         |
| 1985 | Tina Turner – What’s Love Got to Do with It         | Graham Lyle & Terry Britten                             |
| 1982 | Kim Carnes – Bette Davis Eyes                       | Donna Weiss & Jackie DeShannon                          |
| 1981 | Christopher Cross – Sailing                         | Christopher Cross                                       |
| 1980 | The Doobie Brothers – What a Fool Believes          | Kenny Loggins & Michael McDonald                        |
| 1979 | Billy Joel – Just the Way You Are                   | Billy Joel                                              |
| 1974 | Roberta Flack – Killing Me Softly with His Song     | Norman Gimbel & Charles Fox                             |
| 1973 | Roberta Flack – The First Time Ever I Saw Your Face | Ewan MacColl                                            |
| 1971 | Simon & Garfunkel – Bridge over Troubled Water      | Paul Simon                                              |
| 1968 | The 5th Dimension – Up, Up and Away                 | Jimmy Webb                                              |
| 1964 | Andy Williams – Days of Wine and Roses              | Johnny Mercer & Henry Mancini                           |
| 1962 | Andy Williams – Moon River                          | Henry Mancini                                           |
| 1959 | Domenico Modugno – Nel Blu Dipinto Di Blu (Volare)  | Domenico Modugno                                        |

## Külső hivatkozások
- Hivatalos honlap